# Liste des interstates au Nouveau-Mexique
Les Interstates au Nouveau-Mexique font partie du réseau des autoroutes inter-états et sont entretenues par le New Mexico Department of Transportation (NMDOT). Toutes les autoroutes inter-états au Nouveau-Mexique sont des autoroutes principales. 

## Liste des autoroutes principales
| Numéro       | Longueur (mi) | Longueur (km) | Terminus sud / ouest                               | Terminus nord / est                           | Créée    | Notes                                                                                     |
| ------------ | ------------- | ------------- | -------------------------------------------------- | --------------------------------------------- | -------- | ----------------------------------------------------------------------------------------- |
| I-10         | 164,26        | 264,35        | I-10 à la frontière de l'Arizona près de Lordsburg | I-10 à la frontière du Texas à Anthony        | 1957     | A remplacé la US 80                                                                       |
| I-25         | 462,12        | 743,71        | I-10 à Las Cruces                                  | I-25 à la frontière du Colorado près de Raton | 1957     | A remplacé la US 85 et forme un multiplex avec celle-ci sur toute sa longueur dans l'état |
| I-27         | —             | —             | Frontière du Texas près de Clayton                 | I-25 près de Raton                            | proposée |                                                                                           |
| I-40         | 373,51        | 601,11        | I-40 à la frontière de l'Arizona à Manuelito       | I-40 à la frontière du Texas à Glenrio        | 1957     | A remplacé la US 66                                                                       |
| - Non-ouvert |               |               |                                                    |                                               |          |                                                                                           |